# Csárdaszállás
Csárdaszállás è un comune dell'Ungheria di 548 abitanti (dati 2001) . È situato nella contea di Békés.